# Botka-kastély
A Botka-kastély vagy Botka-kúria Bókaházán, Zala vármegyében található, (8741 Bókaháza, Kossuth u. 98.)

## Története
A kastély 1787-ben épült késő barokk stílusban. A parkban, szabadon álló, téglalap alaprajzú, egyemeletes, csonkakontyolt nyeregtetős épület, részben újabb tetőtér beépítéssel. K-i és Ny-i homlokzatán egy-egy, enyhén előrelépő rizalit. A szalagkeretes ablakokat a földszinten vízszintes, az emeleten íves szemöldökpárkány koronázza. A nyílástengelyeket a lábazattól az emeleti ablakok szemöldökpárkányig futó faltükrök kapcsolják egybe. Az épület Ny-i homlokzatán a kosáríves keretezésű, egyenes záradékú bejárati ajtót, két oszlopra támaszkodó, újonnan épített, vasrácsos mellvédű erkély hangsúlyozza. Kéttraktusos elrendezésű, részben csehsüveg boltozatos helyiségekkel, több helyen újabb álmennyezettel.
A kastélyt 2002-ben jelentősen felújították. Parkjában, a kastélytól ÉNy-ra, téglalap alap-rajzú gazdasági épület és Szűz Mária-szobor, állíttatta Botka Mihály 1909-ben. Jelenleg szociális otthonként működik.

## Lásd még
- Bókaháza